# トーマス・リンケ
トーマス・リンケ（Thomas Linke、1969年12月26日 - ）は、ドイツ・ゼンメルダ（旧東ドイツ）出身の元同国代表の元サッカー選手。現役時代のポジションはDF。

## 経歴
1977年に地元のクラブチームであるロボトロン・ゼンメルダでキャリアをスタート。1992年、シャルケ04に移籍、27歳でドイツA代表に招集される。1998年、FCバイエルン・ミュンヘンに移籍。ドイツ代表として2002年の日韓W杯で準優勝した後、代表を引退。
2005年にオーストリア・ブンデスリーガのレッドブル・ザルツブルクに移籍。2年契約を結ぶが、2007年5月、ザルツブルクは契約を延長しない事を発表。2007年6月にバイエルン・ミュンヘン・アマチュア（ Bayern Munich Amateure）の選手として2年契約を結ぶ。2007年9月からザルツブルク・スポーツディレクター、ハインツ・ホッホハウザーのアシスタントも務める。2007 - 08シーズンを最後に現役を引退する。

## 代表歴

### 出場大会
- ドイツ代表
  - 2002 FIFAワールドカップ

### 試合数
- 国際Aマッチ 43試合 1得点（1997年-2004年）[1]

| ドイツ代表 | 国際Aマッチ | 国際Aマッチ |
| 年         | 出場        | 得点        |
| ---------- | ----------- | ----------- |
| 1997       | 1           | 0           |
| 1998       | 2           | 0           |
| 1999       | 7           | 0           |
| 2000       | 11          | 0           |
| 2001       | 7           | 0           |
| 2002       | 14          | 1           |
| 2003       | 0           | 0           |
| 2004       | 1           | 0           |
| 通算       | 43          | 1           |

## 獲得タイトル
- 2002 FIFAワールドカップ準優勝
- UEFAカップ優勝1回　（1997）
- UEFAチャンピオンズリーグ優勝1回　（2001）
- インターコンチネンタルカップ優勝1回　（2001）
- ドイツ・ブンデスリーガ優勝4回　（1999,2000,2001,2003）
- ドイツカップ優勝2回　（2000,2003）
- ドイツ・リーグカップ優勝4回　（1998,1999,2000,2004）
- オーストリア・ブンデスリーガ優勝1回　（2007）